# Heizkraftwerk Potsdam-Süd
Das Heizkraftwerk Potsdam ist ein mit Erdgas betriebenes Heizkraftwerk in Potsdam (Brandenburg). Neben Elektrizität produziert es in Kraft-Wärme-Kopplung Fernwärme. Die installierte Kapazität beträgt insgesamt 84 MWel und zusammen mit 3 Heizwassererzeugern und 2 elektrischen Elektrodenkesseln 300 MWth. Es produziert etwa 75 % des Strom- und 85 % des Fernwärmebedarfs der Stadt.

## Geschichte
Bis 1994 wurde Potsdam von dem kohlebetriebenen Heizkraftwerk Nord versorgt. Im Herbst 1993 wurde unter Oberbürgermeister Horst Gramlich der Beschluss gefasst, ein neues Gaskraftwerk zu bauen. Tausende Kohlekumpel aus dem Lausitzer Braunkohlerevier protestierten dagegen. Das Rathaus wurde von ihnen belagert sowie dessen Eingang von den Kumpeln zugemauert. Es gab mit Fackeln Mahnwachen. Jedoch wurde das Gaskraftwerk gebaut. Dies lag – neben Umweltschutzgründen – auch an den Investitionskosten, da diese für ein Kohlekraftwerk doppelt so hoch gewesen wären. Das Kraftwerk wurde 1995 nach zweijähriger Planungs- und Bauzeit in Betrieb genommen. Die Baukosten betrugen 180 Mio. Mark. Durch den Bau konnte der CO2-Ausstoß um 75 Prozent gesenkt werden.
Am Kraftwerksblock 1 wurden 2007 Sanierungsarbeiten durchgeführt. Im Jahr 2011 wurde die Gasturbine des Blocks 2 nach 16 Betriebsjahren bzw. 128.000 Betriebsstunden ausgetauscht. Sie wurde durch eine Siemens-Turbine des gleichen Typs mit höherer Effizienz ausgetauscht. Im August 2011 ging der Block 2 nach zehnwöchigem Umbau wieder in Betrieb. Im Zuge dessen wurde die Computer-Anlage überholt.
2015 wurde das HKW Potsdam-Süd um zwei Elektrodenkessel à 10 MWth und um einen Wärmespeicher mit 45 MWth erweitert.

## Technik und Betrieb
Am Standort HKW Potsdam-Süd betreibt die Energie und Wasser Potsdam GmbH (EWP), eine Tochter der Stadtwerke Potsdam
- zwei Gas-und-Dampf-Blöcke mit zusammen einer thermischen Leistung von 101,4 MWth und einer elektrischen Leistung von 84,0 MWel.,
- drei Spitzenkesselanlagen mit einer thermischen Leistung von jeweils 60 MWth,
- einen Heißwasserspeicher mit 45 MWth sowie
- zwei Elektrodenkessel mit je 10 MWth.

Zusammen mit dem Heizwerk Zeppelinstraße versorgt es die Bewohner Potsdams über ein ca. 163 km langes Verteilernetz mit Fernwärme. Der Strom wird über eine 110-kV-Leitung in das Stromnetz eingespeist.

## Wärmespeicher

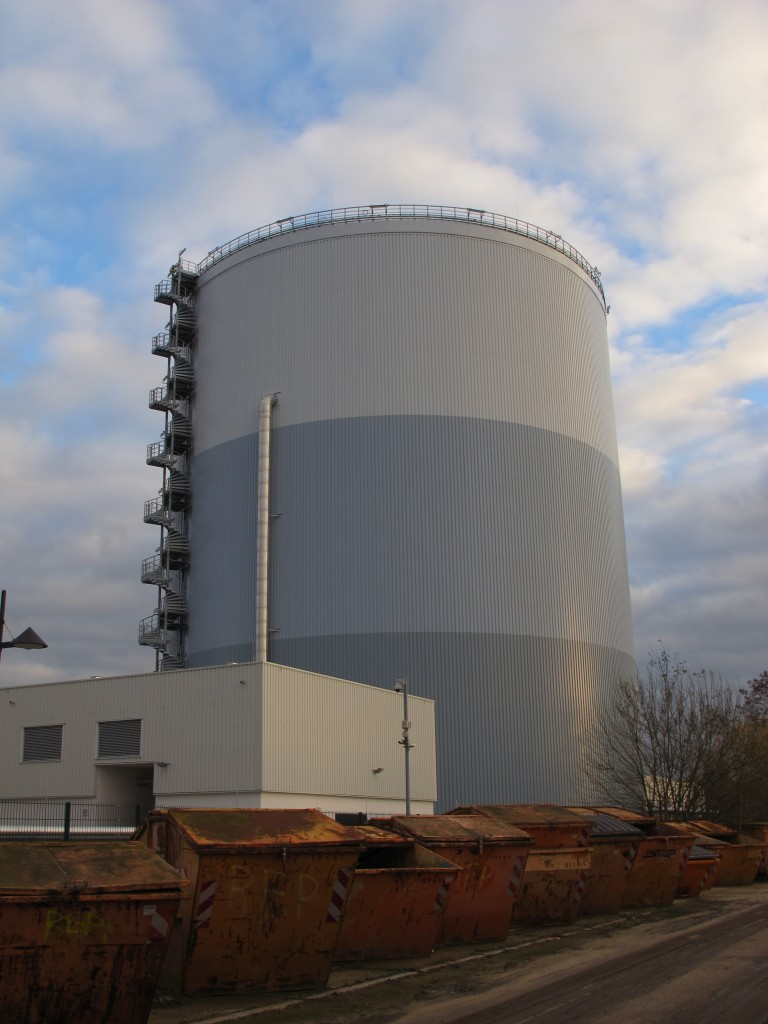
Wärmespeicher des Heizkraftwerk Potsdam-Süd

Das Fernwärmenetz der EWP verfügt seit 2015 über einen Wärmespeicher, welcher mit etwa 41.000 m³ warmen Wassers knapp 1,2 GWh speichern kann. Dies reicht für eine ca. 60-stündige Wärmeversorgung der Stadt. Der Behälter ist 48 m hoch und hat einen Durchmesser von 36 m. Durch den Wärmespeicher kann das Heizkraftwerk effizienter betrieben werden. So kann im Sommer werkstags ein Block unter Volllast gefahren und am Wochenende beide Blöcke abgeschaltet werden. In dieser Zeit werden die Haushalte mit Wärme aus dem Speicher beliefert. 10.000 Tonnen CO2-Emissionen soll der Wärmespeicher jährlich einsparen. Die Investitionskosten werden auf knapp 12 Mio. Euro beziffert. Davon stammen 2,2 Mio. Euro aus einem Bürgerfonds. Seit November 2015 ist die Anlage in Betrieb.